# 115
| 115                |
| ------------------ |
| Dødsfald - Fødsler |
|                    |

| Gregoriansk kalender | 115 CXV                 |
| Ab urbe condita      | 868                     |
| Armensk kalender     | I/T                     |
| Kinesiske kalender   | 2811 – 2812 甲寅 – 乙卯 |
| Etiopisk kalender    | 107 – 108               |
| Jødisk kalender      | 3875 – 3876             |
| Hindukalendere       |                         |
| - Vikram Samvat      | 170 – 171               |
| - Shaka Samvat       | 37 – 38                 |
| - Kali Yuga          | 3216 – 3217             |
| Iransk kalender      | 507 BP – 506 BP         |
| Islamisk kalender    | 523 BH – 522 BH         |

Se også 115 (tal)